# Balfron Tower
Balfron Tower è un edificio residenziale di 26 piani a Poplar, Tower Hamlets a Londra. Costruito in stile brutalista, fa parte della Brownfield Estate, un'area di edilizia residenziale pubblica tra Chrisp Street Market e l'accesso nord della A12 al Blackwall Tunnel. È stata progettata da Ernő Goldfinger nel 1963 per il London County Council e costruita nel 1965-1967 dal GLC. Nel 1996 è stata classificata come edificio storico Grade II* (originariamente Grade II). La Balfron Tower è stilisticamente simile alla successiva Trellick Tower di Goldfinger.

## Design
La Balfron Tower è alta 84 metri e contiene 146 abitazioni (136 appartamenti e 10 villette). Gli ascensori fermano ad ogni tre piani, quindi, per raggiungere un appartamento all'11º, 12º o 13º piano, i residenti o i visitatori devono scendere al 12º piano e poi scendere o salire per le scale di un piano. Il vano ascensore si trova in una torre di servizio separata, contenente anche locali lavanderia e scivoli per la spazzatura, collegata alla torre residenziale da otto passerelle.
Le villette si trovano ai piani 1 e 2, e 15 e 16, provocando una rottura nel modello di finestratura sul lato ovest.
La torre di servizio è sormontata da un locale caldaia. Nel 1985 le canne fumarie originali della caldaia in cemento sono state sostituite con quelle metalliche, a causa del degrado del calcestruzzo.

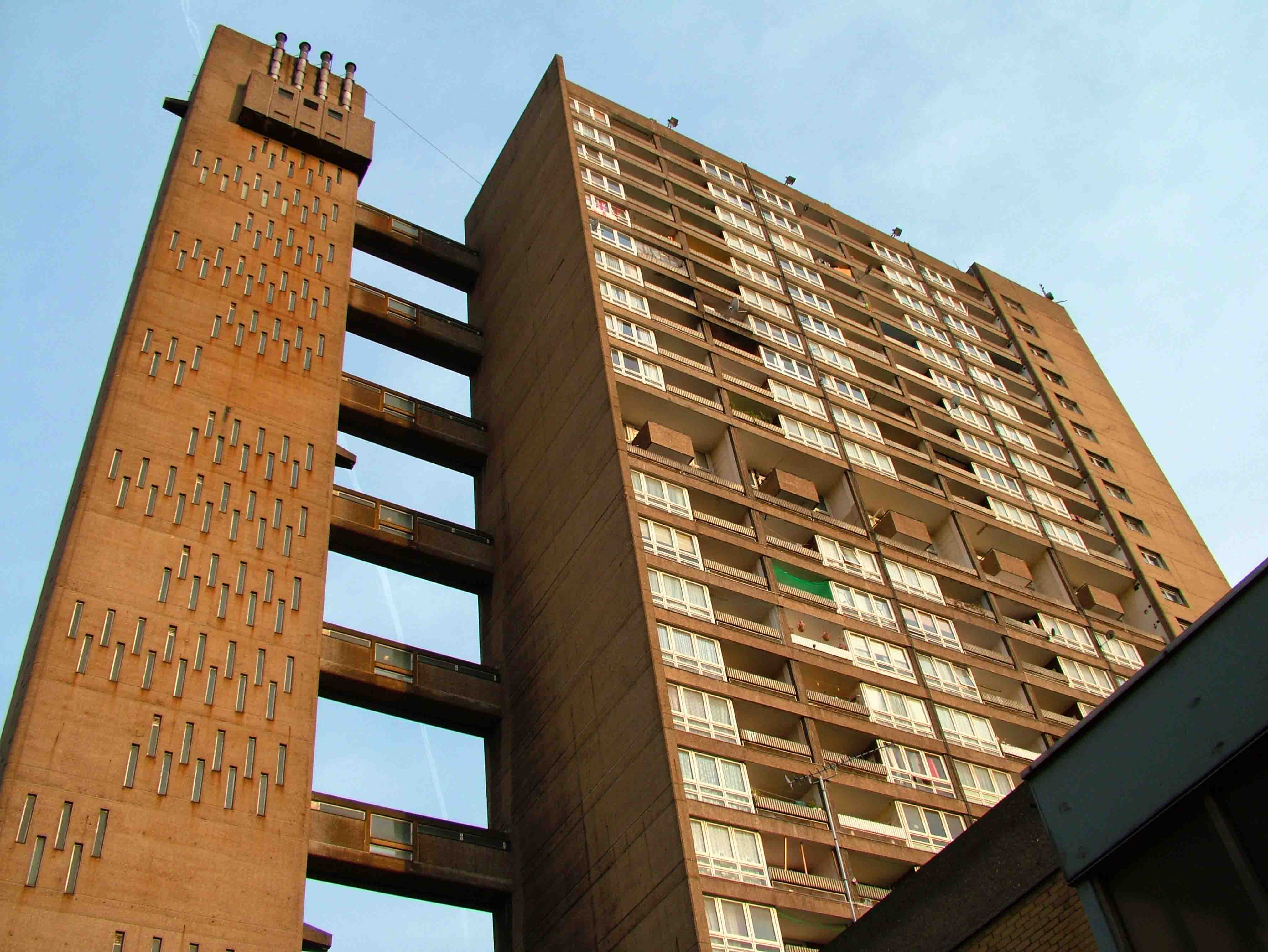
Novembre 2005

## Carradale House

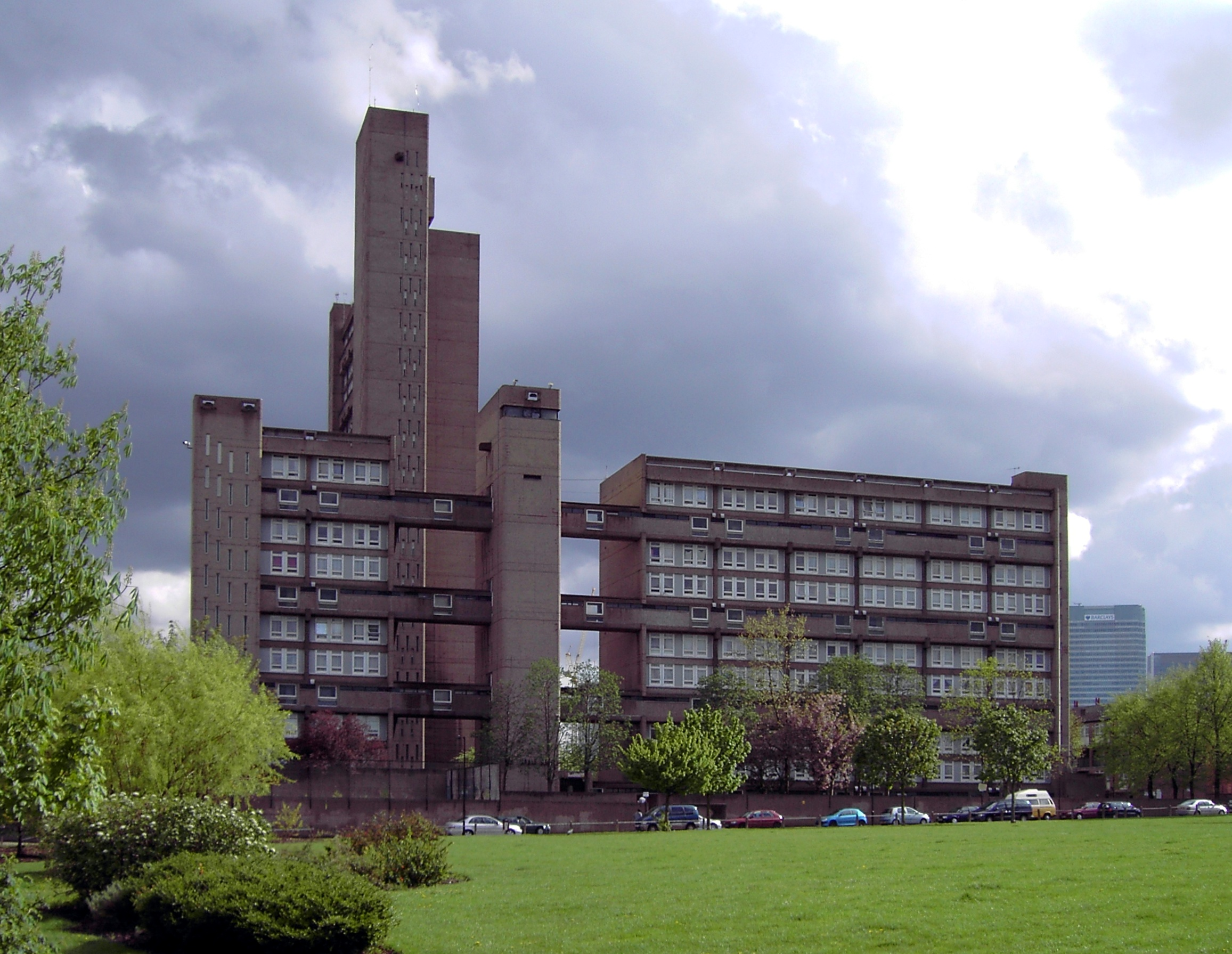
Carradale House, con la Balfron Tower alle spalle

Carradale House (1967–1970) è un edificio adiacente, unico e modernista, anch'esso progettato da Ernő Goldfinger e classificato di II grado. I due edifici sembrano essere estensioni naturali l'uno dell'altro, avendo in comune stile e design, con la forma lunga e bassa di Carradale House che completa l'altezza della Balfron Tower. Tutti gli appartamenti hanno una doppia finestra e ampi balconi esposti a sud, che lasciano entrare molta luce naturale e sono decorati con pannelli in legno naturale sui lati. L'edificio è alto 37 metri, ha 11 piani e contiene 88 appartamenti. Ha un ingresso simile a quello della Balfron Tower, anche se più esteso con un ampio parcheggio sotterraneo sottostante. Anch'essa ha ponti aerei sullo stesso principio di accesso ad ogni tre piani. Dopo aver progettato Balfron Tower, Goldfinger ha identificato tutti i possibili miglioramenti e li ha incorporati prima nella Carradale House e poi nella Trellick Tower. Come la Balfron Tower, la naturale robustezza di questo edificio lo ha aiutato a resistere al passare del tempo. Nel corso di tre anni, Carradale ha subito un'ampia e attenta ristrutturazione sotto la supervisione di English Heritage e la direzione di PRP Architects.
I due blocchi erano conosciuti come Rowlett Street, fasi I e II, durante lo sviluppo prima di prendere il nome dai villaggi scozzesi di Balfron e Carradale, un modello seguito nel nominare altre località nelle vicine proprietà di Aberfeldy e Teviot.

### Brownfield Estate
Owen Hatherley descrive la circostante Brownfield Estate come "tutta progettata con un'attenzione ai dettagli e alla qualità dei materiali insoliti per gli anni 1960 o qualsiasi altro decennio".

## Storia

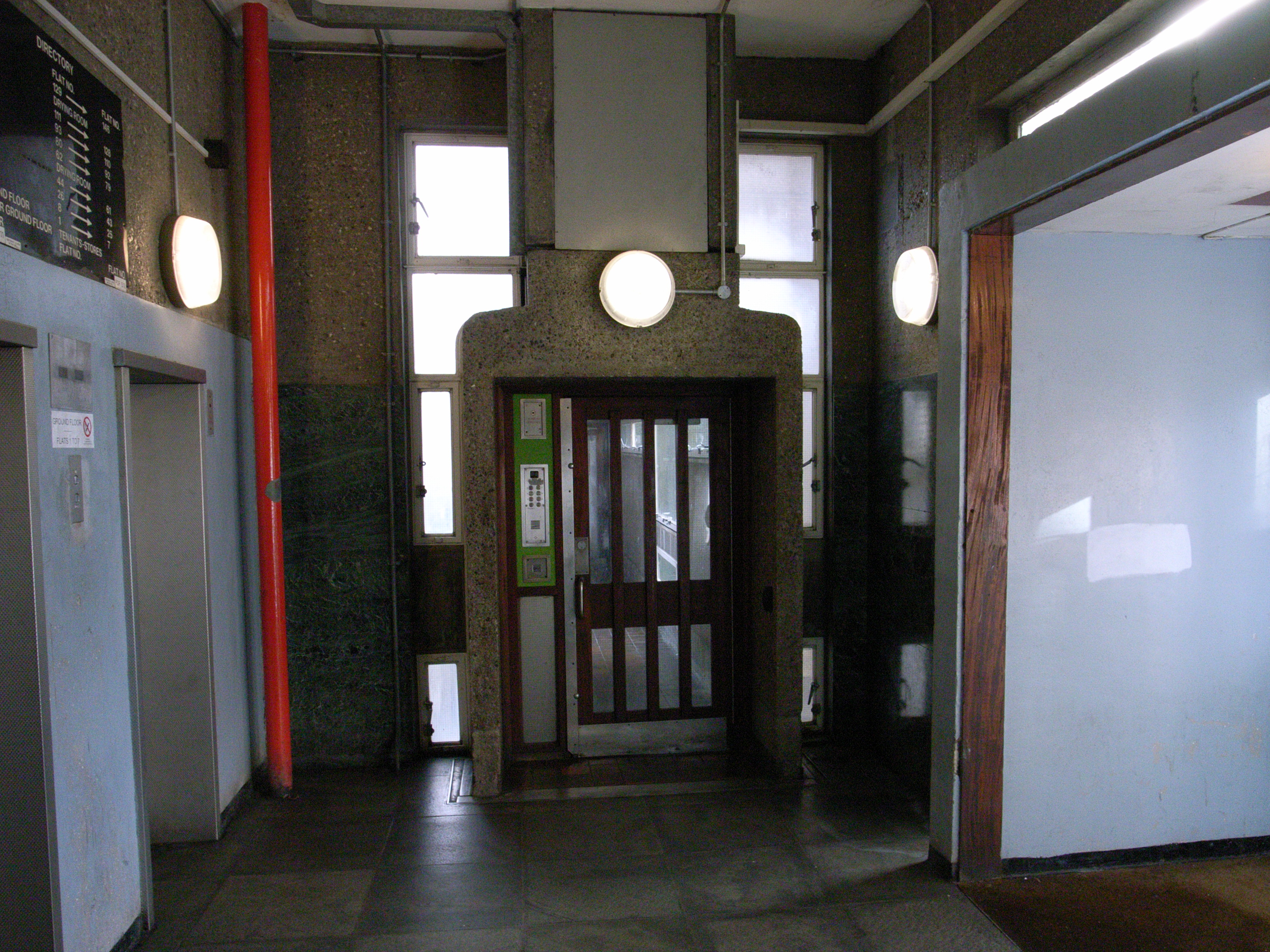
Ingresso della Balfron Tower nel 2008

La Balfron Tower è stata progettata dall'architetto Ernő Goldfinger ed è associata allo stile brutalista dell'architettura degli anni 1960. Lo stesso Goldfinger era soddisfatto del progetto e si trasferì nell'appartamento 130, al 25º piano, per due mesi nel 1968. Lui e sua moglie organizzarono feste con champagne per scoprire cosa piaceva e cosa no, ai residenti, del suo design. Applicò poi ciò che aveva appreso al suo progetto per la simile e più famosa Trellick Tower a West London. Lo studio di Goldfinger ha poi aggiunto Glenkerry House nello stesso complesso, completandola nello stile di Balfron Tower e Carradale.
L'edificio è stato classificato di Grado II nel marzo 1996, (in seguito cambiato in Grado II*) seguito da Carradale House nel 2000, per salvarli dalla demolizione. Anche Carradale e Glenkerry Houses sono state incluse nella Balfron Tower Conservation Area, designata nel 1998. Il fatto continua a suscitare commenti, soprattutto perché un'altra proprietà brutalista vicina, Robin Hood Gardens, non ha ottenuto la stessa protezione. Negli ultimi anni la Balfron Tower è stata popolare tra i visitatori durante l'annuale Open House Weekend.
Nel dicembre 2007, a seguito di una votazione dei residenti realizzata nel 2006, il Tower Hamlets Council ha trasferito la proprietà della Balfron Tower, della Carradale House e della circostante Brownfield Estate a Poplar HARCA, un'associazione per l'edilizia abitativa.

## Ristrutturazione e vendita

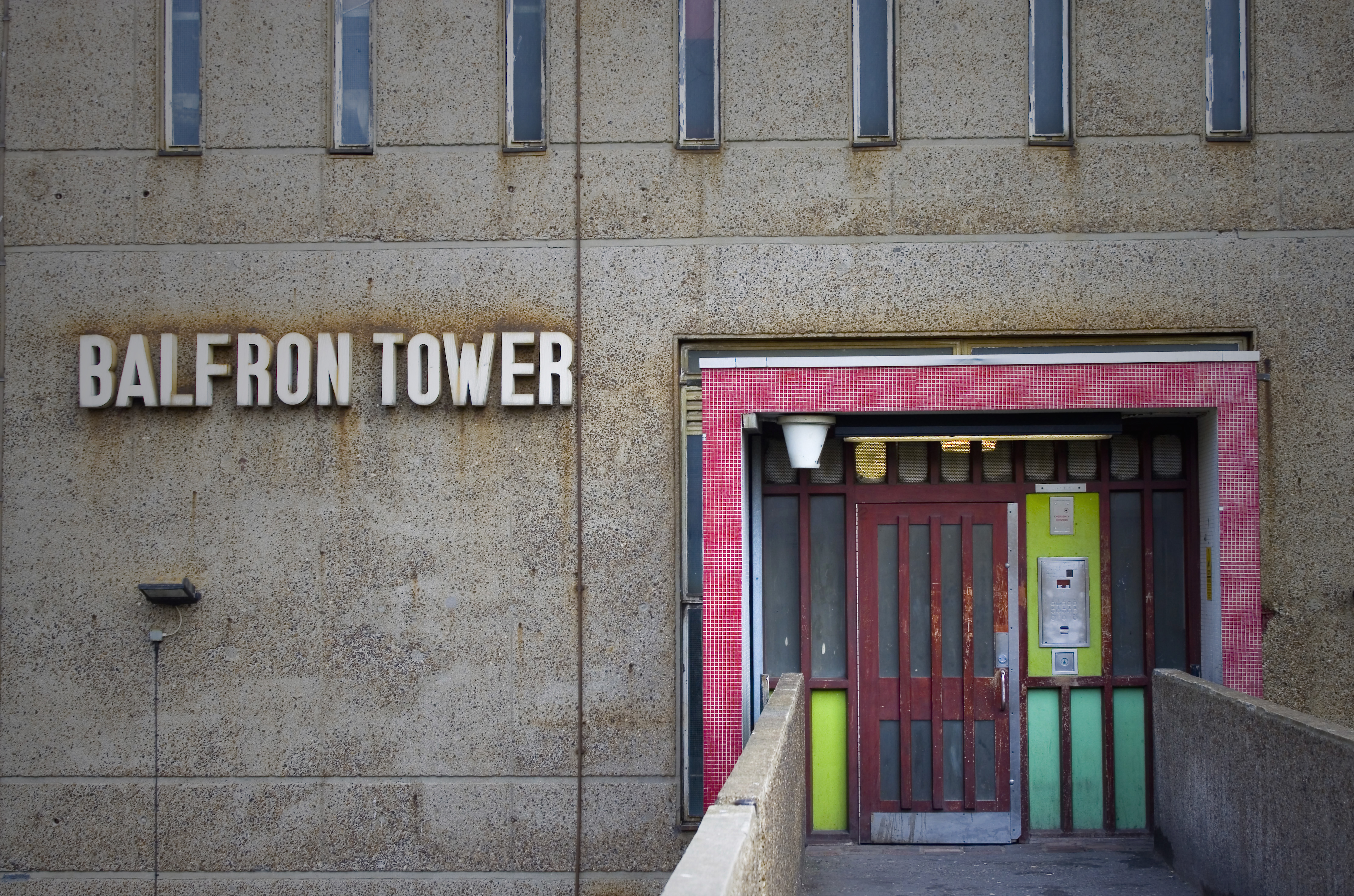
Porta d'ingresso alla torre

HARCA ha iniziato una ristrutturazione completa degli edifici nel 2011. Lo studio di architettura PRP che ha intrapreso questo progetto sta cercando di riportare queste strutture brutaliste alla loro forma originale come richiesto dall'English Heritage, e di portare gli edifici alle specifiche moderne e agli standard di vita del XXI secolo. La ristrutturazione è tecnicamente impegnativa, a causa della necessità di installare nuovi servizi senza disturbare l'esterno. Il design solido in cemento soffre anche intrinsecamente di ponti freddi, che devono essere risolti con l'isolamento delle pareti interne.
I residenti avrebbero avuto la possibilità di mantenere i loro appartamenti nei blocchi, o di trasferirsi in nuove case a pochi piani nelle vicinanze, nel qual caso gli appartamenti liberi sarebbero stati venduti per finanziare i lavori. Nell'ottobre 2010, i residenti di entrambi i blocchi sono stati informati che la ristrutturazione avrebbe richiesto a tutti i residenti di trasferirsi, a causa della sicurezza antincendio e di altri rischi, senza alcun impegno sul fatto che potessero tornare.
La prima fase della ristrutturazione si è svolta dal 2011 al 2014 con il blocco inferiore, Carradale House. Le caratteristiche principali della ristrutturazione sono state: sostituzione delle finestre esistenti con altre ad alte prestazioni, corrispondenti al modello originale, miglioramento delle prestazioni termiche utilizzando materiali isolanti e barriere al vapore, efficienti caldaie a gas per sostituire l'impianto di riscaldamento condominiale e nuovi servizi che incorporano misure di conservazione dell'acqua. Internamente, gli spazi comuni e gli appartamenti sono stati sapientemente ristrutturati mantenendo le forme originali di Goldfinger e le caratteristiche del patrimonio. Queste comprendono considerazioni relative al ripristino degli elementi chiave dello schema originale, l'esecuzione di riparazioni e sostituzioni su base identica, garantendo una durata di almeno 30 anni, sfruttando un'opportunità unica nella vita per impalcare l'intero edificio, e l'aggiornamento per quanto possibile in accordo con gli standard moderni. Ciò garantirà la sua futura efficacia e desiderabilità come luogo in cui vivere.
I lavori di ristrutturazione della Balfron Tower sono stati intrapresi attraverso una partnership congiunta con Londonewcastle, un'impresa di edilizia residenziale di lusso. In attesa dei lavori alla Balfron Tower, alcuni appartamenti sono stati temporaneamente occupati da artisti, che hanno contribuito alla comunità con allestimenti nell'"appartamento storico" numero 123. Un importante progetto fotografico è stato intrapreso nel novembre 2010.
Nel settembre 2014, Wayne Hemingway ha restaurato l'ex appartamento numero 130 di Goldfinger in stile anni 1960 come parte di una mostra del National Trust sul brutalismo.
Mentre i residenti venivano trasferiti, nel dicembre 2014 si è creata una campagna nel tentativo di salvare il 50% del Balfron come edilizia popolare. Nel febbraio 2015, residenti e attivisti hanno protestato contro l'HARCA per paura che gli inquilini sociali sarebbero stati sfrattati. Poco dopo, è stato annunciato che non sarebbero stati mantenuti alloggi sociali e che tutti gli appartamenti sarebbero stati venduti.
I piani di ristrutturazione della seconda fase sono stati fortemente osteggiati dalla Twentieth Century Society nel 2015. In particolare, affermavano che la sostituzione "antipatica" delle finestre della torre ha compromesso la distinzione e l'importanza dell'edificio, riducendolo da "capolavoro brutalista genuinamente iconico" a "surrogato ibrido".

### Reazione del pubblico alla svendita
Il professor Rowland Atkinson dell'Università di Sheffield ha affermato: "La decisione di convertire due dei grattacieli più simbolici di Londra da autorità locale a residenze private è un segno di quanto la città sia stata messa al servizio delle esigenze del capitale e dei ricchi".

## Nella cultura popolare
Immagini del palazzo sono presenti nei video musicali per "This Is Music" di The Verve, "Morning Glory" degli Oasis, "Mortalhas" di ProfJam, "Ready to Go" di Republica, e "Money Talks" di Rubella Ballet.
La Balfron Tower è apparsa come location in molti programmi televisivi britannici, spesso quando era richiesta un'impressione di degrado urbano. In particolare in "Faking It", il secondo episodio della serie della BBC Hustle, nella serie ITV The Fixer e in Whitechapel, una serie drammatica in tre parti prodotta da Carnival Films.
La torre è presente nel film del 1988 For Queen and Country, con Denzel Washington ed è stata la location per le riprese di Shopping, un film del 1994 scritto e diretto da Paul W. S. Anderson. È presente anche nel film horror post-apocalittico di Danny Boyle, 28 Days Later e nel film del 2011 Blitz.
Nel luglio 2014 all'artista Catherine Yass è stato negato il permesso di far cadere un pianoforte dalla Torre come parte di un "laboratorio comunitario per esplorare come viaggia il suono".
Nel 2014, il National Trust ha ristrutturato l'appartamento 130, dove visse Goldfinger, per farlo assomigliare al suo aspetto negli anni 1960. L'opera è stata progettata da Tilly Hemmingway, con oggetti donati dal Land of Lost Content, un museo di cultura popolare nello Shropshire.
L'artista grime britannico Wiley ha utilizzato la Balfron Tower e la Brownfield Estate come location per il video musicale della sua traccia "P Money" nel 2015, che è stata poi inserita nel suo album del 2017 Godfather.